# Hypolycaena dubia
Hypolycaena dubia is een vlinder uit de familie van de Lycaenidae. De wetenschappelijke naam van de soort is voor het eerst geldig gepubliceerd in 1895 door Aurivillius.